# Pound (khối lượng)
Pound hay cân Anh (viết tắt: lb, lbm, lbm, ℔) là một đơn vị đo khối lượng truyền thống của Đế quốc Anh, Hoa Kỳ và một số quốc gia khác. Có nhiều định nghĩa khác nhau về khối lượng của đơn vị pound. Hiện nay giá trị được quốc tế công nhận chính xác là: 1 pound = 0,45359237 kg và 1 pound = 453,6 gram.
Pound được bắt nguồn từ đơn vị libra của La Mã (vì vậy nên nó được viết tắt là lb), từ pound là do người Đức phỏng theo tiếng Latin libra pondo "một khối lượng pound".
Pound trong hệ metric đôi khi được dùng tại một số nước châu Âu với giá trị bằng 1/2 kg.

## Ounce
Năm 1958, Hoa Kỳ và các quốc gia của Khối Thịnh vượng chung Anh đã đồng ý định nghĩa pound avoirdupois quốc tế bằng chính xác 0,45359237 kilôgam và có 16 ounce. Kết quả là kể từ năm 1958, một ounce avoirdupois quốc tế (viết tắt là: oz) bằng chính xác 28,349523125 gam theo định nghĩa.
Trong khi đó, theo hệ đo lường cổ tại Anh, một pound bằng 12 ounce, ngày nay gọi là Ounce troy (viết tắt là: ozt) tương đương với 480 grain hay là 31,1034768 gam hay là 1,09714 ounce avoirdupois.
Ngày nay, ounce troy chỉ được dùng trong đo lường khối lượng của các kim loại quý như vàng, bạch kim hay bạc còn được gọi là lượng tây, khác với lượng ta (lạng) hay lượng (kim hoàn).